# Leptosiaphos amieti
Leptosiaphos amieti là một loài thằn lằn trong họ Scincidae. Loài này được Perret mô tả khoa học đầu tiên năm 1973.